# Фанкхаузер, Клеменс
Клеменс Фанкхаузер (нем. Clemens Fankhauser; род. 2 сентября 1985, Рум, Тироль) — австрийский шоссейный велогонщик, выступавший на профессиональном уровне в 2007—2017 годах. Серебряный призёр чемпионата Австрии в индивидуальной гонке с раздельным стартом, участник многих крупных гонок на шоссе в составе команд континентального и проконтинентального статуса.

## Биография
Клеменс Фанкхаузер родился 2 сентября 1985 года в коммуне Рум федеральной земли Тироль, Австрия.
Впервые заявил о себе в шоссейном велоспорте в 2001 году, став бронзовым призёром чемпионата Австрии в юниорской групповой гонке. Год спустя вошёл в состав австрийской юниорской сборной и выступил на шоссейном чемпионате мира в Хёсден-Золдере, где в групповой гонке юниоров занял 66-е место. Ещё через год вновь взял бронзу национального первенства, стартовал на мировом первенстве в Гамильтоне — на сей раз финишировал на 62-й позиции.
В 2005 году выступал в молодёжной категории на чемпионате мира в Мадриде, занял на сей раз 52-е место.
Дебютировал на профессиональном уровне в сезоне 2007 года, подписав контракт с австрийской проконтинентальной командой Elk Haus. В это время выиграл один из этапов «Гран-при Вильгельма Телля», был лучшим в гонке Grand Prix Austria Alu Guss, отметился выступлением в «Туре Дании» и на нескольких других крупных гонках.
В 2009 году среди прочего преодолел все этапы многодневных гонок высшей категории «Тур Хайнаня» и «Тур Баварии».
Сезон 2010 года провёл в австрийской континентальной команде Vorarlberg-Corratec, с ней поучаствовал в «Туре Турции», «Туре Люксембурга», «Туре Австрии», был пятым на «Гран-при Райффайзен», шестым в гонке «Загреб — Любляна».
В 2011 году являлся гонщиком китайской проконтинентальной команды Champion System.
Начиная с 2012 года представлял австрийскую континентальную команду Tirol. В дебютном сезоне в новом коллективе одержал победу на «Туре Воеводины».
В 2014 году победил в генеральной классификации гонки An Post Rás, был вторым на «Туре Сербии» и на велогонке «Балтийская цепь», шестым на «Гран-при Сараево» и «Гран-при Краловеградецкого края», девятым на «Флеш дю Сюд».
На сезон 2015 года перешёл в новосозданную австрийскую континентальную команду Hrinkow Advarics Cycleang. В это время одержал победу на «Туре Секейского края», где также выиграл один из этапов и стал лучшим в горной классификации, финишировал вторым на «Туре Южной Богемии», показал пятый результат в немецком Зебнице, шестой результат на «Туре Верхней Австрии», девятый результат на «Туре Азербайджана», закрыл десятку сильнейших на «Гран-при Райффайзен».
В 2016 году вернулся в «Тироль», с которым вновь выиграл генеральную классификацию An Post Rás, завоевал серебряную медаль в индивидуальной гонке с раздельным стартом на чемпионате Австрии, где уступил по времени только Маттиасу Брендле, был пятым на «Туре Сербии» и «Гран-при Адриа Мобил», девятым на «Гран-при Лагуна».
По окончании сезона 2017 года принял решение завершить карьеру профессионального велогонщика, поскольку руководство «Тироля» решило сделать ставку на молодых гонщиков и не стало продлевать с ним контракт.